# ローレンシャンヒルズ

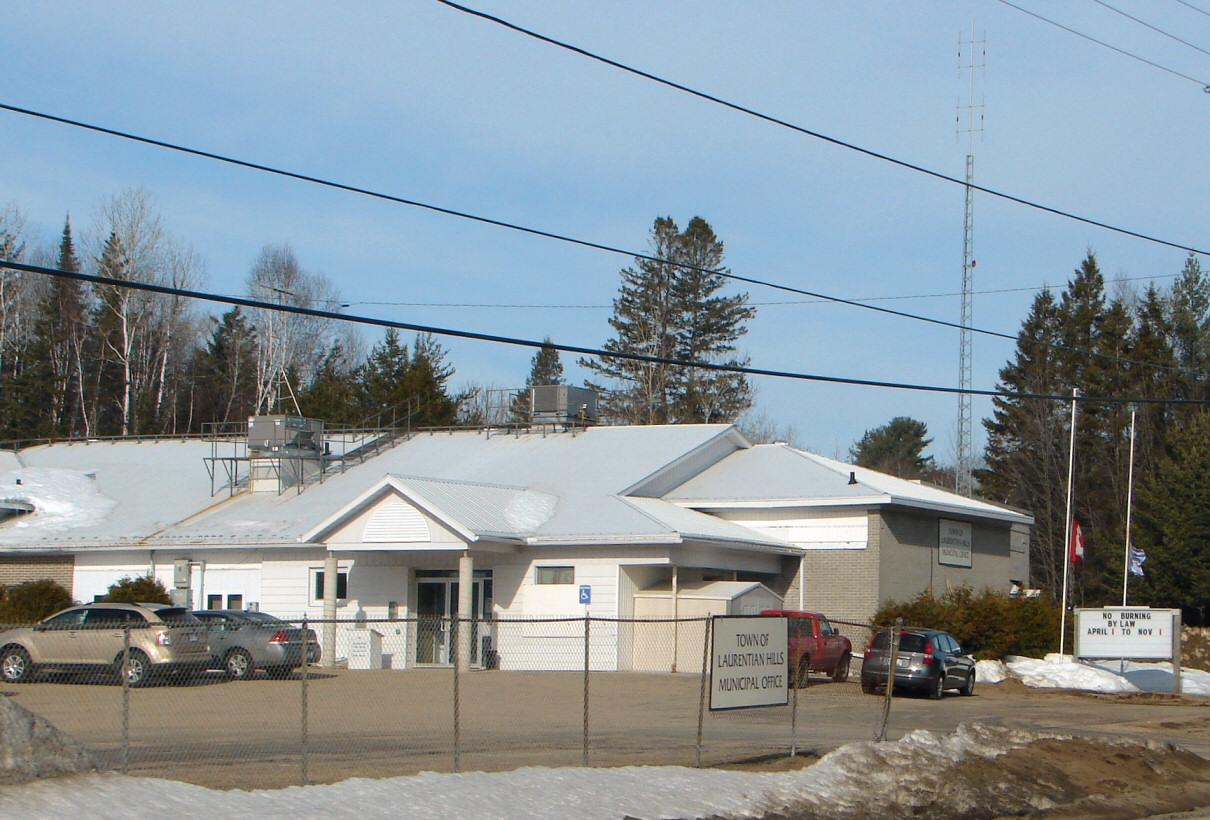

ローレンシャンヒルズ（英：Town of Laurentian Hills）は、カナダのオンタリオ州東部に位置する町。オタワ渓谷を流れるオタワ川に面している。レンフルー郡内にあり、南はペタワワと接しており、東部はディープリバーを囲む形になっている。アウトドアが盛んな場所。

## 地区
- チョークリバー（Chalk River）

チョークリバーはローレンシャンヒルズ内にあり、ペタワワから北西へ21kmほど、ディープリバーから15kmほどにある小さな町。1800年代中頃から入植が見られ、チョークリバーを流れる川はオタワ川へと木材を運ぶ要所となった。核研究のチョークリバー研究所があることで知られ、ディープリバーへの入植でも重要な役割を担った。

## 統計
|          | 2006年     |
| -------- | ---------- |
| 面積     | 640.37 km² |
| 人口     | 2,789 人   |
| 人口密度 | 4.4 人/km² |